# Fokker Dr.I
El Fokker Dr.I "Dreidecker" (triplà) fou un avió de caça alemany de la Primera Guerra Mundial, dissenyat per la Fokker-Flugzeugwerke. Introduït durant la tardor del 1917, és un dels avions més coneguts de la guerra, principalment per ser amb el que el famós as alemany Manfred von Richtofen, també conegut com a Baró Roig, aconseguí 19 victòries. Les qualitats del Dreidecker eren el seu bon ràtio d'ascens, i la gran maniobrabilitat que li atorgava el seu disseny triplà.

## Història i disseny
Després de l'èxit de l'innovador triplà anglès Sopwith Triplane, les Forces Aèries Alemanyes mostraren interès per tenir un triplà al seu servei. Degut a això, Reinhold Platz, enginyer de la Fokker, dissenyà el Fokker V.4, el primer prototip de caça triplà, que més tard es convertiria en el Fokker Dr.I. Els primers Dr.Is van aparèixer al front occidental durant l'agost del 1917. Els pilots quedaren impressionats davant de la maniobrabilitat de l'avió, gràcies al seu disseny triplà. A més, el Dr.I també tenia una notable capacitat de guanyar altitud en poc temps. Aquests trets compensaven la poca velocitat de l'avió en comparació amb la resta de caces de l'època i la seva escassa autonomia de vol. No obstant, a l'octubre del 1917, dos pilots alemanys, Heinrich Gontermann i Günther Pastor, moriren quan els seus Dr.Is es trencaren en ple vol per culpa d'unes ales defectuoses, la qual cosa va fer que els Dreideckers fòssin retirats del front fins al desembre del mateix any, quan s'introduïren unes ales millorades. Tot i això, els problemes amb les ales persistiren, però amb menys freqüència. Quan la NACA va fer un treball d'investigació sobre el Fokker Dr.I, el 1929, va descobrir que l'ala superior de l'avió tenia un pes alar superior a la resta de les ales, la qual cosa explicava el fet que la naturalesa dels accidents sempre tingués el seu origen a l'ala superior. 

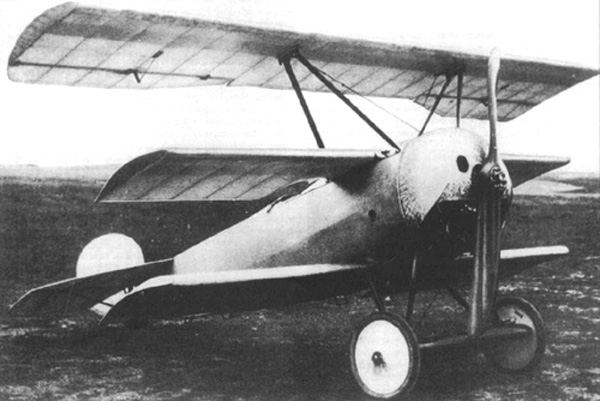
Fotografia d'un Fokker V.4, el prototip a partir del qual es desenvolupà el Dreidecker

El famós as Manfred von Richtofen aconseguí 19 victòries amb el Dr.I. Ell mateix va lloar l'avió, citant la seva gran maniobrabilitat. Richtofen fou derribat i mort en un Dr.I el 21 d'abril del 1918. 

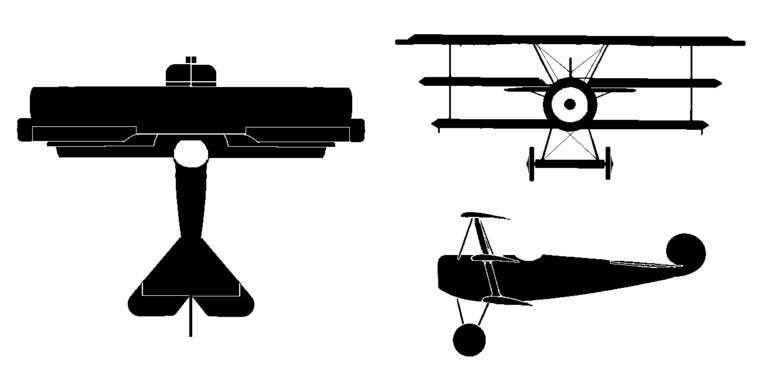
Dibuix esquemàtic del Fokker Dr.I

Altres asos famosos del Dr.I van ser Werner Voss (48 victòries) Josef Jacobs (43 victòries) i Franz Hemer (18 victòries).

## Cultura popular
En els simuladors de vol existeixen una o més variants del Fokker Dr.I, com el simulador de vol de codi obert FlightGear, així com en el sector comercial.

## Especificacions

### Característiques generals
- Tripulació: Un
- Llargada: 5.77 m
- Envergadura: 7.20 m
- Alçada: 2.95 m
- Àrea alar: 18.70 m2
- Pes buit: 406 kg
- Pes carregat: 586 kg
- Motor: 1 × motor rotatori de 9 cilindres Oberursel Ur.II 82 kW (110 hp)

### Prestacions
- Velocitat màxima: 185 km/h
- Velocitat de pèrdua: 72 km/h
- Autonomia: 300 km
- Sostre de servei: 6,095 m
- Velocitat d'ascens: 5.7 m/s

### Armament
- 2 metralladores "Spandau" MG 08 del 7.92 mm